# هارفي بينبريج
هارفي بينبريج (بالإنجليزية: Harvey Bainbridge)‏ هو عازف قيثارة بريطاني، ولد في 24 سبتمبر 1949 في دورست في المملكة المتحدة.

## وصلات خارجية
- هارفي بينبريج على موقع IMDb (الإنجليزية)
- هارفي بينبريج على موقع ميوزك برينز (الإنجليزية)
- هارفي بينبريج على موقع ديسكوغز (الإنجليزية)
- هارفي بينبريج على موقع قاعدة بيانات الفيلم (الإنجليزية)